# Адміністративний устрій Кіцманського району
Адміністративний устрій Кіцманського району — адміністративно-територіальний поділ Кіцманського району Чернівецької області на 1 міську раду, 2 селищні ради та 26 сільських рад, які об'єднують 46 населених пунктів та підпорядковані Кіцманській районній раді.

## Список радКіцманського району
| №  | Назва                            | Центр              | Населені пункти                                                     | Площа км² | Місце за площею | Населення (2001), чол. | Місце за населенням |
| -- | -------------------------------- | ------------------ | ------------------------------------------------------------------- | --------- | --------------- | ---------------------- | ------------------- |
| 1  | Кіцманська міська рада           | м. Кіцмань         | м. Кіцмань                                                          |           |                 |                        |                     |
| 2  | Лужанська селищна рада           | смт Лужани         | смт Лужани                                                          |           |                 |                        |                     |
| 3  | Неполоковецька селищна рада      | смт Неполоківці    | смт Неполоківці c. П'ядиківці                                       |           |                 |                        |                     |
| 4  | Берегометська сільська рада      | c. Берегомет       | c. Берегомет c. Клокічка c. Реваківці                               |           |                 |                        |                     |
| 5  | Білянська сільська рада          | c. Біла            | c. Біла                                                             |           |                 |                        |                     |
| 6  | Борівецька сільська рада         | c. Борівці         | c. Борівці                                                          |           |                 |                        |                     |
| 7  | Брусницька сільська рада         | c. Брусниця        | c. Брусниця c. Діброва c. Зеленів c. Кальнівці c. Остра c. Чортория |           |                 |                        |                     |
| 8  | Валявська сільська рада          | c. Валява          | c. Валява                                                           |           |                 |                        |                     |
| 9  | Верхньостановецька сільська рада | c. Верхні Станівці | c. Верхні Станівці                                                  |           |                 |                        |                     |
| 10 | Глиницька сільська рада          | c. Глиниця         | c. Глиниця c. Коростувата                                           |           |                 |                        |                     |
| 11 | Давидівська сільська рада        | c. Давидівці       | c. Давидівці                                                        |           |                 |                        |                     |
| 12 | Драчинецька сільська рада        | c. Драчинці        | c. Драчинці c. Нові Драчинці                                        |           |                 |                        |                     |
| 13 | Дубовецька сільська рада         | c. Дубівці         | c. Дубівці                                                          |           |                 |                        |                     |
| 14 | Іванковецька сільська рада       | c. Іванківці       | c. Іванківці c. Гаврилівці                                          |           |                 |                        |                     |
| 15 | Киселівська сільська рада        | c. Киселів         | c. Киселів                                                          |           |                 |                        |                     |
| 16 | Кліводинська сільська рада       | c. Кліводин        | c. Кліводин                                                         |           |                 |                        |                     |
| 17 | Лашківська сільська рада         | c. Лашківка        | c. Лашківка c. Витилівка                                            |           |                 |                        |                     |
| 18 | Малятинецька сільська рада       | c. Малятинці       | c. Малятинці                                                        |           |                 |                        |                     |
| 19 | Мамаївська сільська рада         | c. Мамаївці        | c. Мамаївці c. Новий Киселів                                        |           |                 |                        |                     |
| 20 | Нижньостановецька сільська рада  | c. Нижні Станівці  | c. Нижні Станівці c. Брусенки c. Виноград                           |           |                 |                        |                     |
| 21 | Оршовецька сільська рада         | c. Оршівці         | c. Оршівці                                                          |           |                 |                        |                     |
| 22 | Ошихлібська сільська рада        | c. Ошихліби        | c. Ошихліби                                                         |           |                 |                        |                     |
| 23 | Ставчанська сільська рада        | c. Ставчани        | c. Ставчани                                                         |           |                 |                        |                     |
| 24 | Стрілецько-Кутська сільська рада | c. Стрілецький Кут | c. Стрілецький Кут c. Бурдей c. Ревне                               |           |                 |                        |                     |
| 25 | Суховерхівська сільська рада     | c. Суховерхів      | c. Суховерхів                                                       |           |                 |                        |                     |
| 26 | Хлівищенська сільська рада       | c. Хлівище         | c. Хлівище                                                          |           |                 |                        |                     |
| 27 | Шипинецька сільська рада         | c. Шипинці         | c. Шипинці                                                          |           |                 |                        |                     |
| 28 | Шишковецька сільська рада        | c. Шишківці        | c. Шишківці                                                         |           |                 |                        |                     |
| 29 | Южинецька сільська рада          | c. Южинець         | c. Южинець                                                          |           |                 |                        |                     |